# 陈华周家祠堂
陈华周家祠堂位于中国浙江省宁波市北仑区霞浦街道陈华村周家祠45号，清嘉庆年间建正厅及门厅，咸丰年间增建左右厢房及左右偏房，建筑为四合院，祠堂内现存有周氏茶会碑，立于光绪二十四年（1898年），2015年2月11日公布为北仑区文物保护单位。